# Unterwellenborn
Unterwellenborn é um município da Alemanha localizado no distrito de Saalfeld-Rudolstadt, estado da Turíngia.